# Australopithecus africanus
Australopithecus africanus je rani hominid iz podtribusa Australopithecine, koji je živio između 3,03 i 2,04 milijuna godina prije današnjice u kasnom pliocenu i ranom pleistocenu. U tijesnom srodstvu sa starijom vrstom Australopithecusa afarensisa, Au. africanus je pripadao tzv. gracilnim australopitecima, i smatra se da bi mogao biti izravni predak modernog čovjeka. Fosilni ostaci ukazuju na to da je  Au. africanus bitnije sličniji modernom čovjeku od Au. afarensisa, s morfologijom  lubanje koja omogućuje veći volumen mozga i karakteristike lica sličnije modernom čovjeku. Ostaci Au. africanusa otkriveni su na samo četiri lokaliteta u južnoj Africi: Taung (1924.), Sterkfontein (1935.), Makapansgat (1948.) i špilji Gladysvale (1992.).

## Poznati fosili

### Dijete iz Taunga
Raymond Dart se počeo zanimati za fosilne ostatke pronađene u rudniku vapna na lokalitetu Taung u blizini grada Kimberley u Južnoafričkoj Republici 1924. godine. Ovi su fosili mlade jedinke dobili ime "Dijete iz Taunga". Najzanimljiviji primjerak bila je lubanja majmunolike životinje koja je pokazivala nekoliko ljudskih morfoloških karakteristika kao očne šupljine, zubi i, još važnije, veliki otvor na bazi lubanje (foramen magnum) koji ukazuje na uspravni stav sličan modernom čovjeku. Dart je ovoj novoj vrsti dao ime Australopithecus africanus ("južni afrički majmun").
Ovo je bio prvi slučaj da se pojam Australopithecus koristi za imenovanje jedne vrste hominida. Dart je tvrdio da ova lubanja mora pripadati nekoj međuvrsti "između majmuna i čovjeka", ali ovu je tvrdnju u vezi Djeteta iz Taunga obacila znanstvena zajednica onog doba radi vjerovanja da je uspravnom hodu morao prethoditi veliki moždani volumen. Ovo je odbacivanje bilo dodatno potaknuto od prihvaćanja čovjeka iz Piltdowna kao modela. Anatom i antropolog Sir Arthur Keith, tvrdio je da lubanja pripada mladuncu majmuna, vjerojatno gorile. Tek dvadeset godina kasnije znanstvena je zajednica prihvatila novi rod i klasificirala australopitecine u potporodicu Homininae.

### "Gospođica Ples"
Dartovu teoriju o novoj vrsti hominina podržao je Robert Broom. Godine 1938. Broom je klasificirao prirodni endokranijalni odljev odrasle jedinkemoždanog volumena 485 cm3, kojeg je pronašao G. W. Barlow, kao novu vrstu i nazvao Plesianthropus transvaalensis. Dana 18. travnja 1947., Broom i John T. Robinson otkrio je još jednu lubanju, ovaj put ženske odrasle jedinke (šifra: STS 5), za vrijeme radova na miniranju u rudniku Sterkfontein u Južnoafričkoj Republici. Broom je i ovaj primjerak klasificirao kao Plesianthropus transvaalensis, i nazvao je iz milja "Gospođica Ples" po prezimenu jedne njegove asistentice. Raymond Dart je primijetio smanjeno izbočenje lica u odnosu na današnje majmune, što je uobičajena karakteristika razvijenijih hominina. Oba su fosila kasnije klasificirana kao Australopithecus africanus.

## Morfologija i interpretacija
Kao i Au. afarensis, njegov južnoafrički rođak Au. africanus bio je općenito sličan u mnogim fizičkim karakteristikama, bio je naime dvonožni hominid s nešto razvijenijim gornjim udovima donjih (fizička karakteristika tipična i za čimpanze). Usprkos morfologiji lubanje s nekim karakteristikama sličnim čovjekovim, prisutnim pogotovo kod lubanje Gospođice Ples i primjerka STS 71, prisutne su i primitivne karakteristike, uključujući i zakrivljene prste slične majmunovim, dobro prilagođene penjanju na stabla.
Zbog ovih i drugih primitivnih fizičkih karakteristika prisutnih kod Au. africanusa, neki znanstvenici smatraju da ovaj hominin, nije izravni predak modernijih hominina, već da je evoluirao u Paranthropusa. Jedan od rubusnih australopitecina koji bi mogao biti potomak Au. africanusa je Paranthropus robustus. Lubanje obje vrste P. robustusa i Au. africanusa vrlo su slične usprkos prilično krupnijoj građi kostiju lica P. robustusa što bi mogla biti prilagoba žvakanju žilavog materijala kao kod modernih gorila. Lubanja Au. africanusa s druge strane ima građu sličnu čimpanzinoj, ali obje lubanje imaju sličan moždani kapacitet od 400 – 500 cm3 i vjerojatno su imali inteligenciju sličnu onoj današnjih majmuna. Au. africanus je imao nešto bolje prilagošenu zdjelicu dvonožnom hodu od Au. afarensisa.

### Spolni dimorfizam
Suvreneni dokazi o spolnom dimorfizmu slabinskih kralježaka kod modernih ljudi promotreni si i kod premodernih primata kao što je Au. africanus. Ovaj je dimorfizam evolucijska prilagodba ženki koje u uspravnom stavu moraju nositi teret ploda za vrijeme trudnoće, prilagodba koju četveronožni primati nemaju potrebu stvoriti.
Studija iz 2011. je mjerenjem razina izotopa stroncija u zubima utvrdila da je su južnoafričke skupune Au. africanusa i Paranthropusa robustusa bile patrilokalne: ženke su se naime nastanjivale puno dalje od svog mjesta rođenja od mužjaka.

## Geokronologija
Najstariji fosilni uzorak ove vrste tzv. "Malo stopalo" (eng.: Little foot) datiran je na oko 3 milijuna godina prije današnjice. Njegov pronalazač, Ronald J. Clarke, smatra da bi kao nova vrsta trebao biti preimenovan u Australopithecus prometheus, naziv kojeg je predložio Raymond Dart, ali većina znanstvenika jednostavno svrstava ovaj uzorak u A. africanusa. Neki znanstvenici procijenili su njegovu starost na 3,03 i 2,04 milijuna godina prije današnjice na temelju kombinacije rezultata paleomagnetizma, rezonancije spina elektrona i faunalnog datiranja. Fosili iz lokaliteta Makapansgat datirani su između 3,03 i 2,58 milijuna godina prije današnjice, s uzorkom MLD37/38 koji se vjerojatno bliži starosti od 2,58 milijuna. Uzorci iz nalazišta Sterkfontein stari su između 2,58 i 2,04 milijuna godina, a najpoznatiji fosil iz ovog nalazišta Sts 5 ("Gospođica Ples") stara je 2,04 milijuna godina. Fosilni nalazi iz nalazišta Gladysvale stari su od 2,4 do 2,0 milijuna godina. Starost fosila "Djeteta iz Taunga" je najteža za izmjeriti i ona je predmet trenutonog projekta kojeg su pokrenuli znanstvenici Brian Kuhn, Phil Hopley, Colin Menter i Andy Herries.

## Unutarnje poveznice
- Popis čovječjih evolucijskih fosila
- Evolucija čovjeka

## Vanjske poveznice
- MNSU, pristupljeno 12. srpnja 2014.
- Australopithecus africanus - The Smithsonian Institution's Human Origins Program, pristupljeno 12. srpnja 2014.
- Handprint
- Maropeng - The Cradle of Humankind, pristupljeno 12. srpnja 2014.
- UNESCO - Fossil Hominid Sites of Sterkfontein, Swartkrans, Kromdraai, and Environs, pristupljeno 12. srpnja 2014.